# Rúben Sicato
Anastácio Artur Ruben Sicato (Cuemba, 8 de novembro de 1956) é um médico hematologista e político angolano que exerceu o cargo de ministro de estado naquele país.

## Biografia
Nascido em uma família que possui o umbundo como língua materna, ele é licenciado em medicina pela Universidade de Lisboa em 1982, ele foi Ministro da Saúde da República de Angola entre 1997 e 1998 e entre 2007 e 2008, em ambas as ocasiões no Governo de Unidade e Reconciliação Nacional (GURN).
Membro da União Nacional para a Independência Total de Angola (UNITA), foi deputado da Assembleia Nacional de Angola, entre 2017 e 2022.
Lançou-se como escritor com a publicação da obra Jonas Savimbi: O Homem e a Obra, a 16 de fevereiro de 2024, em Lisboa, no Instituto Camões.